# Fuensanta (Granada)

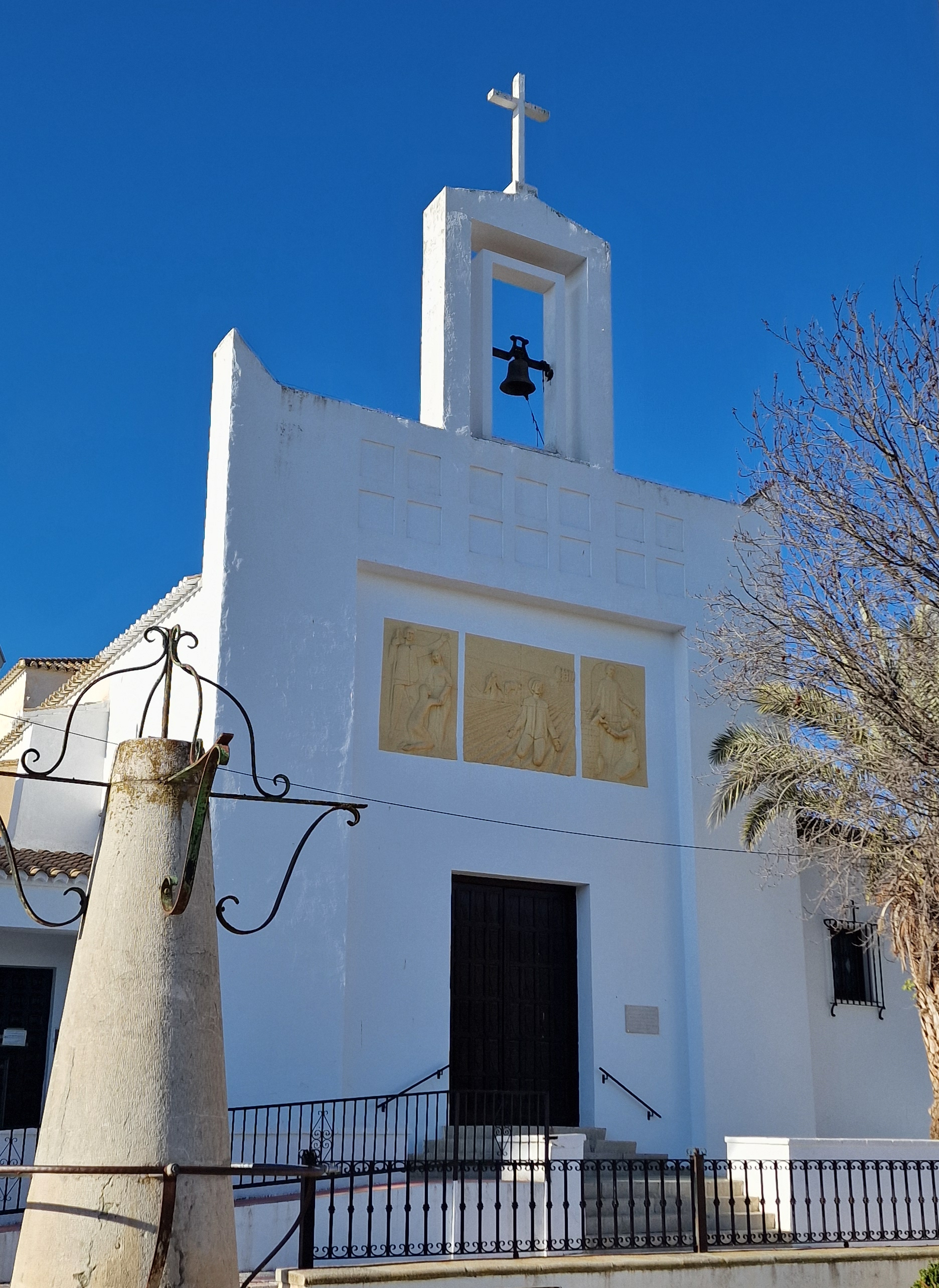
Iglesia de San Isidro Labrador

Fuensanta es una localidad y pedanía española perteneciente al municipio de Pinos Puente, en la provincia de Granada, comunidad autónoma de Andalucía. Está situada en el extremo occidental de la comarca de la Vega de Granada. Cerca de esta localidad se encuentran los núcleos de Trasmulas, Peñuelas y Moraleda de Zafayona. Próximo al núcleo urbano discurre el río Genil.
Está considerado la puerta occidental de la Vega de Granada, al ser el pueblo situado más al oeste de toda la comarca, justo en el límite con el Poniente Granadino.

## Historia
Fuensanta fue creado por el Instituto Nacional de Colonización a principios de la década de 1960. En los años 1990 se construyó la autovía A-92, que pasa por esta localidad.

## Demografía
Según el Instituto Nacional de Estadística de España, en el año 2024 Fuensanta contaba con 192 habitantes censados, lo que representa el 1,98% de la población total del municipio.

### Evolución de la población
| Gráfica de evolución demográfica de Fuensanta entre 2014 y 2024 |
|                                                                 |
| Datos según el nomenclátor publicado por el INE.                |

## Economía
Las principales actividades económicas son la agricultura y la ganadería. Cabe destacar que aunque la localidad pertenece al municipio de Pinos Puente, tiene por cercanía una gran dependencia económica al municipio de Láchar, al encontrarse allí los bancos, supermercados, tiendas y la farmacia más cercanos, y en el anejo lachareño de Peñuelas, por estar allí el colegio más próximo.

## Comunicaciones

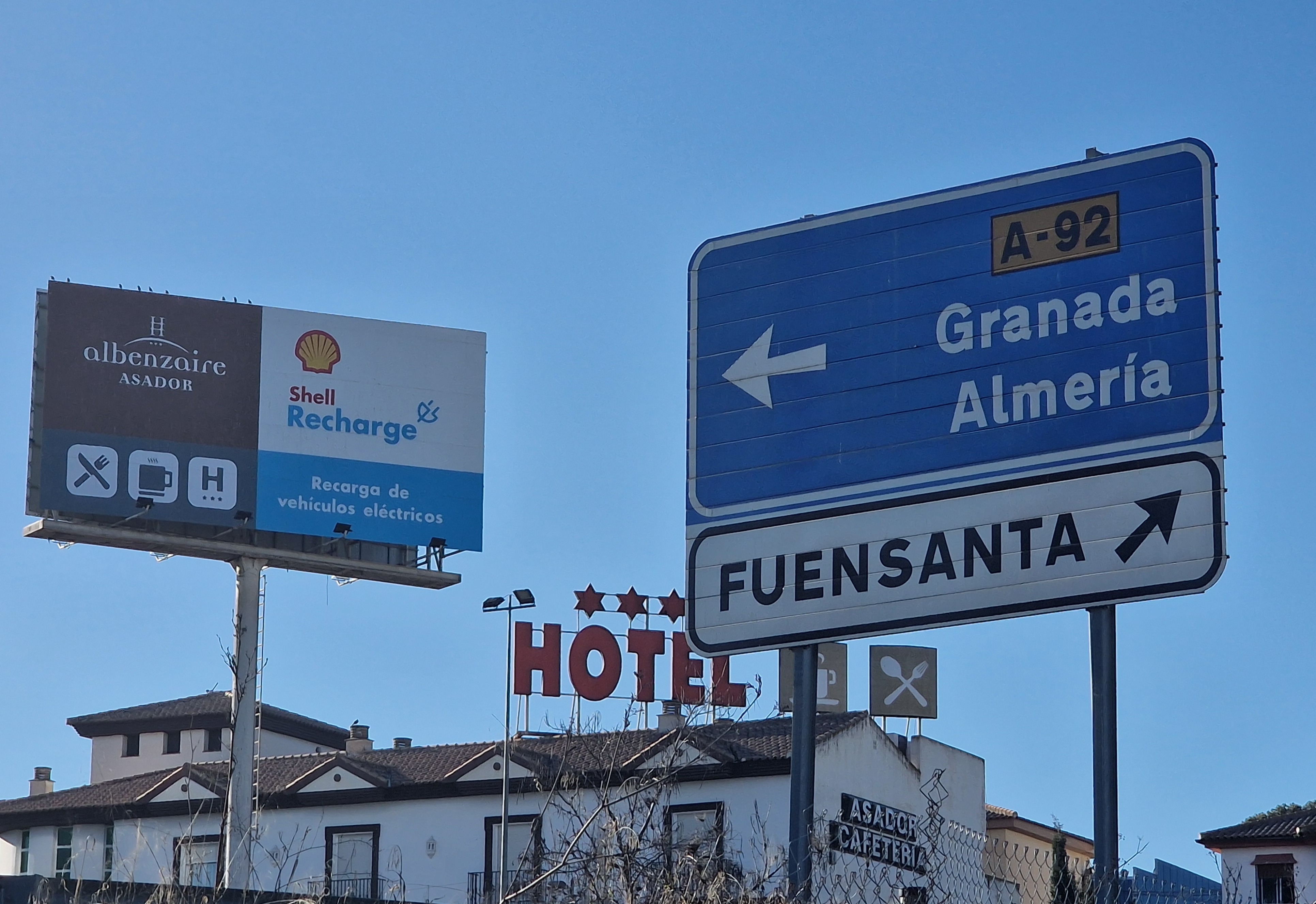
Entrada de la localidad desde la autovía A-92

### Carreteras
La única vía de comunicación que transcurre junto a esta localidad es:
| Identificador | Denominación | Itinerario        |
| ------------- | ------------ | ----------------- |
| A-92          | Autovía A-92 | Sevilla - Almería |

Algunas distancias entre Fuensanta y otras ciudades:
| Ciudades     | Distancia (km) |
| ------------ | -------------- |
| Pinos Puente | 27             |
| Granada      | 30             |
| Jaén         | 107            |
| Almería      | 184            |
| Murcia       | 304            |